# Браслав (град)
Браслав (блр. Браслаў; рус. Браслав) је град у северозападном делу Републике Белорусије и административни је центар Браславског рејона који се налази у западном делу Витепске области.
Према процени из 2012. у граду је живело 9.450 становника.

## Географија
Град Браслав се налази на северним обалама језера Дривјати, готово у самом средишту језерског система Браславских језера, на око 220 км западно од административног центра области града Витепска и на 240 км северозападно од главног града земље Минска. Магистралним друмом град је повезан са Даугавпилсом у Летонији.

## Историја
Браслав се сматра једним од најстаријих насељених места на подручју Белорусије, чији трагови датирају из IX века. Према Хроникама Пољске, Литванске, Жмуђанске и све Руске земље Мациеја Стријковског, Браслав се први пут помиње 1065. као Брјачислављ и Брјачислав — као феуд полацког књаза Брјачислава Изјаславича.
У XIV веку Браслав је ушао у састав Велике Кнежевине Литваније, а век касније постао је центар истоименог повјата Вилењског војводства. Град је добио Магдебуршко право 1500. године, статус који му је потврђен од стране краља Жигмунда Пољског четрнаест година касније, 1514. године. С краја XVII и почетком XVIII века град је више пута рушен током бројних ратних сукоба који су се дешавали на том подручју.
На једној карти њасвишког гравера Томаша Маковског с почетка XVII века Браслав је приказан као утврђени град са зидинама којим је доминирао камени замак који се налазио на врху брда. Извесно је да су остаци тог утврђења постојали све до краја XVIII века.
У периоду између 1793. и 1795. Браслав је био центар истоименог војводства. Након треће поделе Пољске 1795. град постаје делом Руске Империје где постаје један од окружних центара.
Током Наполеонове инвазије на Русију 1812. Браслав је једно кратко време био под француском окупацијом, а ту се 9 дана налазио главни штаб француског маршала Мишела Неија.
Према подацима пописа из 1913. у Браславу је живело 1.550 становника, а деловала је пивница, болница и сеоска школа. Током новембра 1917. у граду је успостављена совјетска власт која се није дуго задржала, пошто су већ 1918. у Браслав умарширале немачке трупе. Град је у фебруару 1922. постао делом Пољске, у чијим границама се налазио све до 1939. године.
У границама Белоруске ССР Браслав се налази од 1939. године, а центар је истоименог рејона од 1940. године. Током Другог светског рата град је био окупиран, а потом и разрушен од стране војске Нацистичке Немачке. Фашисти су током расформирања јеврејског гетоа у граду 3. јуна 1942. убиле око 2.000 Јевреја. Браслав је ослобођен 6. јуна 1944. године.

## Демографија
Према процени, у граду је 2012. живело 9.450 становника.
| 1979. | 1989. | 1999. | 2009. | 2012. |
| ----- | ----- | ----- | ----- | ----- |
| 7.703 | 9.546 | 9.546 | 9.516 | 9.450 |

## Саобраћај
Браслав је јако добро саобраћајно повезан са околним насељима. Кроз град пролазе друмски правци Р3 (Лагојск — Глибокаје — граница са Летонијом), Р14 (Полацк — Браслав) и Р27 (Браслав — Мјадзел). Редовним аутобуским линијама повезан је са Ригом, Минском и Витепском.
- Римокатоличка црква Рођења Девице Марије из 1824.
- Православна Успењска црква из 1897.
- Споменик жртвама Браславског гетоа